# Alexander von Günzburg
Baron Alexander Moses von Günzburg (* 24. April 1863 in Paris; † ca. 1948 in Basel) war Direktor der Westerschen Bank N.V. in Amsterdam.

## Leben
Günzburg war ein Mitglied der jüdisch-russischen Bankiersfamilie Günzburg. Er diente als Kavallerieoffizier in der russischen Armee. Sein Vater war Baron Horace von Günzburg; sein Großvater Baron Joseph von Günzburg.
Er heiratete in Hamburg Rosa Warburg. Aus der Ehe gingen acht Kinder hervor:
- Anna (* 1892, † 1986), verheiratet mit Salomon Halperin, lebte in Paris;
- Theodore (* 1893, † 1945), Attaché der russischen Botschaft in Washington, verheiratet mit Wilhelmina Ptasznik;
- Olga (* 1897, † 1986), verheiratet mit Ignacio Bauer, lebte in Madrid;
- Vera (* 1898, † 1972), verheiratet mit Paul Dreyfus, lebte in Basel;
- Tatjana;[2]
- Marc (* 1903, † 1904);[2]
- Helene (* 1906), verheiratet mit Alexandre Berline, lebte in Paris;
- Irene (* 1910), verheiratet mit Robert Ary de Vries, Direktor des Rijksmuseum Amsterdam.

Er genoss seine Ausbildung zu Hause. Dann setzte er die Familientradition fort mit dem Bankhaus I. E. Günzburg. 1920 ging er nach Amsterdam, wo die Westersche Bank N. V. gegründet wurde, deren Leitung er übernahm.

## Güter
Er besaß im Jahre 1885 in St. Petersburg einen teilvergoldeten Becher (Gobelet) mit drei getriebenen Medaillonköpfen zwischen Blattranken, Höhe: 9,2 cm. Dieser war das Werk des Augsburger Goldschmieds Johann Matthäus Rehm.